# Koninkrijksaangelegenheden
In het Statuut voor het Koninkrijk der Nederlanden, de hoogste staatsregeling voor het Koninkrijk der Nederlanden worden een aantal aangelegenheden omschreven die aangelegenheden van het Koninkrijk zijn. Volgens de bepalingen van het genoemde Statuut moeten de bedoelde aangelegenheden worden behandeld indien zij betrekking hebben op de landen Aruba, Curaçao en Sint Maarten.
De aangelegenheden genoemd in het Statuut zijn: 
1. Handhaving van de onafhankelijkheid
2. Bewaking van de rijksgrenzen
3. Verdediging van het Koninkrijk
4. Buitenlandse zaken
5. Het Nederlanderschap
6. De regeling van de ridderorden alsmede van de vlag en het wapen van het Koninkrijk
7. De regeling van de nationaliteit van schepen en het stellen van eisen met betrekking tot de navigatie van zeeschepen, die de vlag van het Koninkrijk voeren, met uitzondering van zeilschepen
8. Het toezicht op de algemene regels betreffende toelating en uitzetting van Nederlanders en op de algemene voorwaarden voor toelating en uitzetting van vreemdelingen en de uitlevering

Daarnaast kunnen andere onderwerpen in gezamenlijk overleg tot aangelegenheden van het Koninkrijk worden verklaard.
Aangelegenheden van het Koninkrijk die geen betrekking hebben op Aruba, Curaçao en Sint Maarten worden behandeld volgens de bepalingen van de Grondwet voor het Koninkrijk der Nederlanden en dus feitelijk door Nederland.